# Miguelete (ville)
Miguelete est une ville de l'Uruguay située dans le département de Colonia. Sa population est de 979 habitants.
Elle est l'une des villes les plus importantes du département.

## Population
| Année | Population |
| ----- | ---------- |
| 1963  | 445        |
| 1975  | 536        |
| 1985  | 649        |
| 1996  | 893        |
| 2004  | 979        |

Référence,: